# Kvintackord

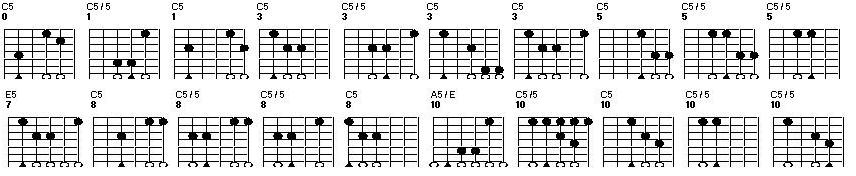
En uppsättning kvintackord

Ett kvintackord, även rockackord (eller powerackord efter engelskans power chord), är ett ackord som består enbart av grundton och kvint (ibland även oktav och i vissa fall även kvint en oktav upp). Det är ett icke fullständigt ackord eftersom det saknar ters (det är alltså varken dur eller moll) och tekniskt sett bara är en tvåklang (samma ton i flera oktaver räknas som samma ton). Av denna anledning kan ett kvintackord även skrivas som no3 (till exempel Ano3), vilket betyder att det tredje skalsteget (tersen) skall uteslutas. Namnet power chord kommer av att det låter starkt, med stor potens och ofta kraftig volym och ljudtäthet.
Kvintackorden används mycket inom kraftigt distad rockmusik, till exempel inom punk och metal eftersom ljudet blir mindre grötigt än om ett fullständigt ackord skulle spelas. Den uteblivna tersen ger dessutom ackordet en väldigt neutral karaktär, vilket gör att det passar bra till melodier som varken går i dur eller moll, eller om man helt enkelt vill förstärka, hellre än harmonisera med, basgången. Det spelas normalt av en elgitarr. 
Kort brukar kvintackord skrivas som grundtonen och en femma. Ett A som kvintackord kallas alltså också för A5. I tabulatur skulle ett kvintackord kunna se ut som nedan
```
   A5   D5
E|---------
B|---------
G|------7--
D|--7---7--
A|--7---5--
E|--5------

```

## Förminskad kvint
Om man följer tonarten (vilket inte alltid är fallet i musik där kvintackord används) så blir kvinten i det sjunde ackordet sänkt (som i Bm7b5 i C-dur), vilket bildar intervallet tritonus. Detta ackord skrivs med ett b-förtecken framför 5:an. Ett sänkt kvintackord med grundtonen A blir alltså ett A(b5) (parentesen brukar användas för att ej förväxla ackordet med Ab som rent kvintackord), detta kan uttalas som "A minusfem". Detta ackord blir även sin egen invertering, då det innehåller samma toner i grundläge som i kvintläge. Ett A(b5) och ett Eb(b5) kan alltså ses som samma ackord.
Inom äldre grunge och Nu-metal, samt vissa extrema former av metal, används ibland förminskad (istället för ren) kvint mer som en slags effekt, då disten kan skapa s.k. svävning och förstärka ackordets dissonanta natur. Ibland byggs hela riff på enbart sänkta kvintackord.
Gruppen KoRn använde på sina tidigare skivor detta i väldigt stor utsträckning. Ett exempel är första spåret, "Blind", på deras första och självbetitlade skiva. På introt spelar den första gitarren ett G#(b5) och den andra gitarren spelar delar av huvudriffet helt och hållet med förminskade kvintackord (istället för att spela det enstämmigt eller med rena kvintackord).
Ett annat exempel är låten "Godsmack" från skivan "Dirt" av gruppen Alice In Chains, där versriffet (som också inleder låten) består till stor del av förminskade kvintackord.

KoRn sägs ha kallat denna variant för "The Bungle Chord" (Bungle-ackordet) efter musikgruppen Mr Bungle. I slutet av deras låt "My Ass Is On Fire", från skivan  Mr Bungle, används detta ackord på ett sätt som påminner väldigt mycket om hur KoRn senare använde det.